# NAKED WOMAN
「NAKED WOMAN」（ネイキッド・ウーマン）は、KIX-Sの7thシングル。1995年4月17日に、アポロン / Dreamixから発売された。

## 制作
アルバム『BODY』からの先行シングルで、ビーイング在籍最後のシングルとしてリリースされた。
KIX-Sの楽曲としては、初めて高橋圭一と編曲を手がけた作品である。

## 音楽性
表題曲の「NAKED WOMAN」は、フジテレビ系『上岡龍太郎にはダマされないぞ!』のエンディングテーマに使用された。
カップリングの「SENSATION」は、表記がないがTBS系列で放送されていたミニ番組『ET!』の1994年11月度のオープニングテーマに使用された。当番組は、ソニー・ミュージックエンタテインメント提供の番組で、取り上げられる音楽情報やテーマ曲採用もソニーミュージック所属アーティストが中心であったが、唯一非ソニー所属のアーティストで起用された。

## 収録曲
| 全作詞: 浜口司、全作曲: 安宅美春、全編曲: 高橋圭一 & KIX-S。 |                            |        |            |      |
| #                                                            | タイトル                   | 作詞   | 作曲・編曲 | 時間 |
| 1.                                                           | 「NAKED WOMAN」            | 浜口司 | 安宅美春   | 3:44 |
| 2.                                                           | 「SENSATION」              | 浜口司 | 安宅美春   | 4:08 |
| 3.                                                           | 「NAKED WOMAN」(VOCALLESS) | 浜口司 | 安宅美春   | 3:44 |
| 合計時間:                                                    | 合計時間:                  | 11:36  |            |      |